# Río Upía
Le río Upía est un fleuve de Colombie.

## Géographie
Le río Upía prend sa source dans la cordillère Orientale, dans le département de Boyacá. Il coule ensuite vers le sud avant de rejoindre le río Meta.
Sur une grande partie de son cours, le río Upía sert de frontière entre le département de Casanare d'une part et les départements de Boyacá et Meta d'autre part.